# Rudno (powiat otwocki)
Rudno – wieś sołecka w Polsce położona w województwie mazowieckim, w powiecie otwockim, w gminie Kołbiel. Znajduje się tam zespół pałacowo-parkowy z klasycystycznym pałacem z XIX w. (Pałac Rudno), który w latach 2003–2005 poddany został gruntownej renowacji.
| SIMC    | Nazwa      | Rodzaj    |
| ------- | ---------- | --------- |
| 0674885 | Czereńka   | część wsi |
| 0674891 | Małe Rudno | część wsi |

Wieś szlachecka położona była w drugiej połowie XVI wieku w powiecie garwolińskim  ziemi czerskiej województwa mazowieckiego, własność Stanisława Mińskiego. W czasach Królestwa Polskiego było siedzibą gminy Rudno. W latach 1975–1998 miejscowość należała administracyjnie do województwa siedleckiego.
Wierni Kościoła rzymskokatolickiego należą do parafii Świętej Trójcy w Kołbieli.